# کامپجینه
کامپجینه (به ایتالیایی: Campegine) یک کومونه در ایتالیا است که در استان رجو امیلیا واقع شده‌است. کامپجینه ۲۲٫۲ کیلومتر مربع مساحت و ۵٬۰۴۵ نفر جمعیت دارد و ۳۴ متر بالاتر از سطح دریا واقع شده‌است.